# Modellpferd

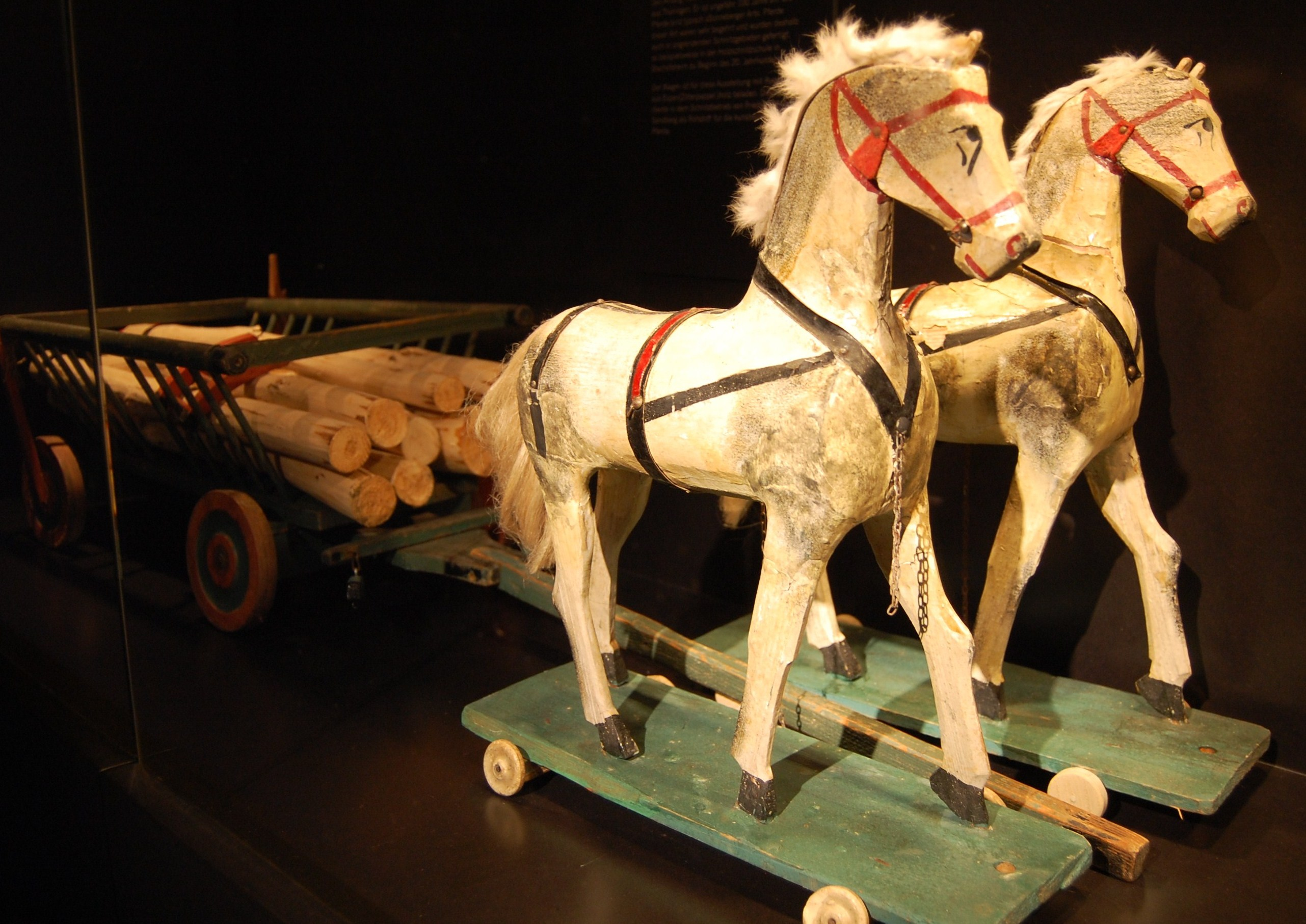
Holzpferdfiguren aus Thüringen

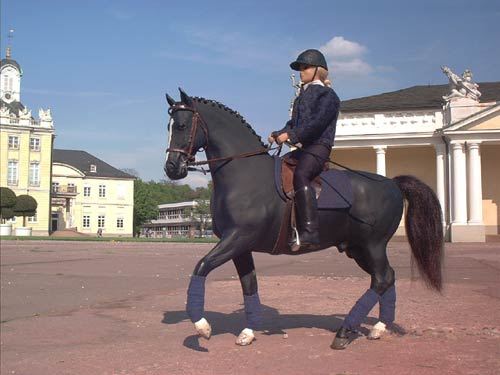
Modellpferd mit Ausrüstung in natürlicher Kulisse

Modellpferde sind Spielfiguren und Sammlerobjekte. Die Figuren selbst sind dabei aus Holz, Plastik, Porzellan, Keramik, Resin (Kunstharz) oder aus Bronze.
Modellpferde werden weltweit von Erwachsenen, Jugendlichen und Kindern gesammelt. Viele Sammler streben nach möglichst hoher Authentizität und damit nach möglichst naturgetreuen Pferdefiguren. Es gibt Kunststoff-Rohlinge, die selbst bemalt werden müssen und Ausstellungen, auf denen diese Figuren präsentiert und prämiert werden.
Viele Sammler basteln für ihre Modelle maßstabsgetreues und realistisches Sattelzeug, mitunter sogar ganze Stallanlagen. Ein weiterer Aspekt dieses Hobbys ist, mit den Modellen Szenen aus dem echten Reiterleben aufzubauen und Fotografien davon anzufertigen. Andere Sammler bevorzugen das Verändern von gekauften Modellpferden durch Ummodellieren.
Hersteller von Modellpferden sind beispielsweise Breyer, Schleich, Bullyland  oder Hasbro mit der an Kinder gerichtete Modellserie Mein kleines Pony.